# Melanargia cataleuca
Melanargia cataleuca är en fjärilsart som beskrevs av Otto Staudinger 1871. Melanargia cataleuca ingår i släktet Melanargia och familjen praktfjärilar. Inga underarter finns listade i Catalogue of Life.